# Gental

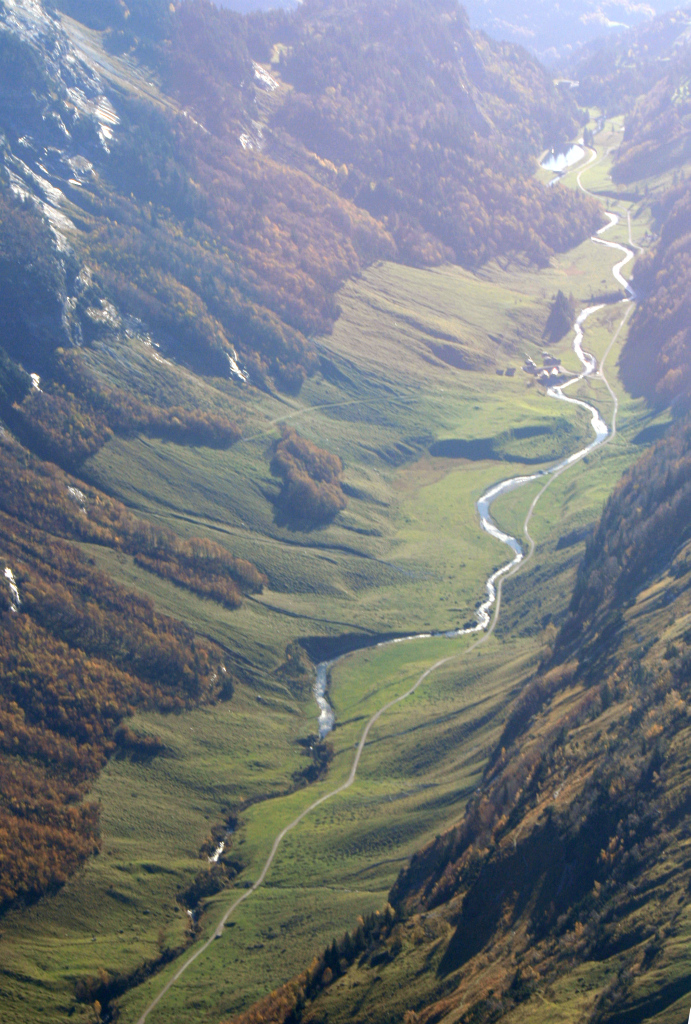
Gental im Oktober

Das Gental (seit 2018 auch mit der Schreibweise Gäntel) im Schweizer Kanton Bern ist ein nördliches Seitental des Gadmertals und damit auch des Haslitals der oberen Aare.
Es wird vom Gentalwasser durchflossen, das bei Mühletal ins Gadmerwasser mündet, das bei Innertkirchen die Aare erreicht.
Das obere Ende des Tals liegt im Nordosten und ist durch den Jochpass mit dem Trüebsee im Engelbergertal verbunden. 
Am oberen Talende liegt der Engstlensee auf 1850 m ü. M. und kurz davor die Engstlenalp.
Auf der Nordseite liegt oberhalb der Trogschulter die Alp Tannalp im relativ flachen Hochtal Tannen. Quer durch dieses und südwestlich anschliessend über die eher schroffe Ärzegg verläuft die Wasserscheide zur Sarneraa und damit zur Reuss. Jenseits der Wasserscheide liegen der Tannensee und der Wintersportort Melchsee-Frutt. 
Das Gental ist kaum besiedelt und ist daher einer der abgeschiedensten Orte der Zentralschweizer Alpen. Im Zweiten Villmergerkrieg 1712 zogen Waadtländer Truppen zum Schutz der Berner Grenze durch das Gental hinauf zur Engstlenalp, wo sie sich festsetzten und wo an zwei Sonntagen Feldgottesdienst gehalten wurde.

## Verkehrsanbindung
Die Zufahrt zum Gental erfolgt von Innertkirchen über die Sustenstrasse. Die Strasse im Gental ist eine Privatstrasse der Weggenossenschaft Mühletal-Engstlenalp und für Motorfahrzeuge ab dem Restaurant Wagenkehr gebührenpflichtig. Das Gental stellt eine Sackgasse dar, es gibt keinen Durchgangsverkehr. 
Seit 2018 fährt von Juni bis Oktober der Engstlenalp-Bus der Bergbahnen Meiringen-Hasliberg von Meiringen über Innertkirchen durch das Gental bis zur Engstlenalp. Zuvor verkehrte von 1964 bis 2017 das Postauto der Engstlenalp-Linie auf dieser Strecke.